# Edifício do antigo Banco de Danzigue em Włocławek

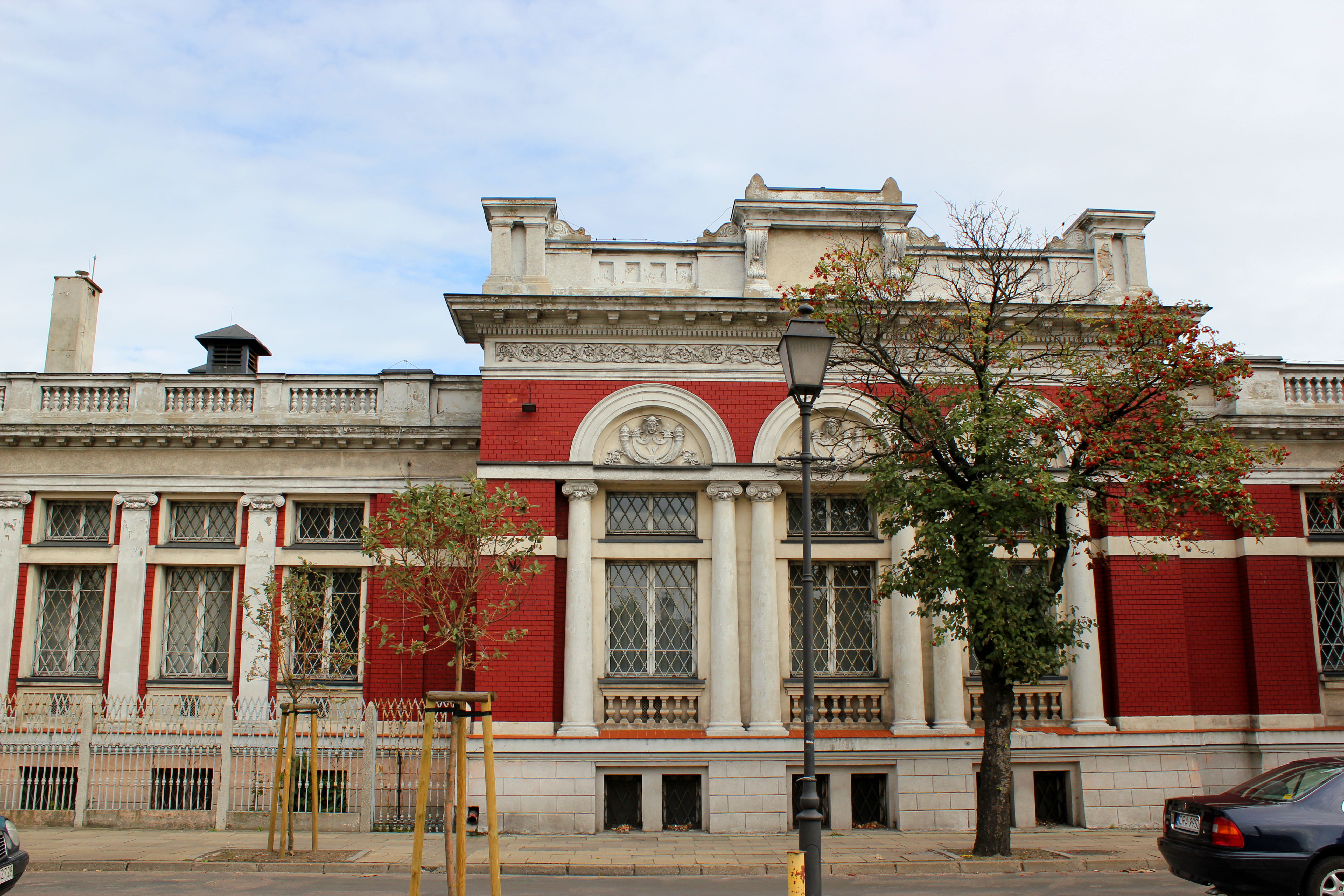
O predio do lado da rua Żabia, Włocławek

Edifício do antigo Banco de Danzigue em Włocławek - o prédio de apartamentos antigo em Włocławek que fica na esquina da rua Żabia e Królewicka no bairro central da cidade.

## História

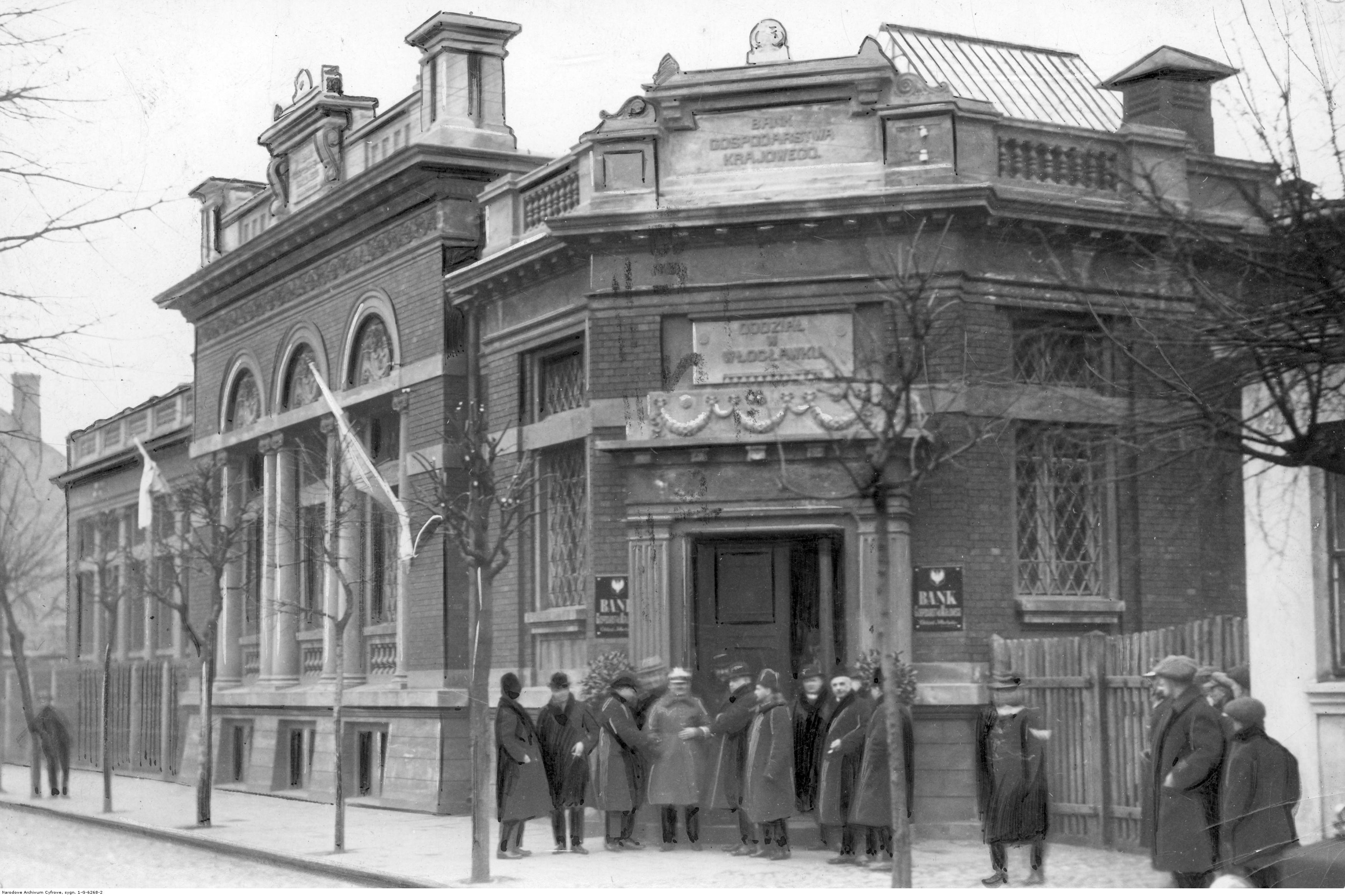
Abertura de filial do Banco Nacional de Desenvolvimento em Włocławek, 1928

O prédio de apartamentos foi construído em 1911 segundo do projeto de engenheiro-arquiteto Stanisław Paszkiewicz da Varsovia para a sede de Associação de Crédito Mútuo, a qual presidia Ludwik Bauer. O investimento foi realizado pela empresa de construção de Włocaławek de Leon Bojańczyk, sob a supervisão de arquitecto Antoni Olszakowski. Desde de 1920, o edifício foi a sede do Banco de Kujawy SA em Włocławek. No fevereiro de 1928 o edifício tornou-se a sede do Banco Nacional de Desenvolvimento, nos anos seguintes, a sede do Banco de Danzigue.

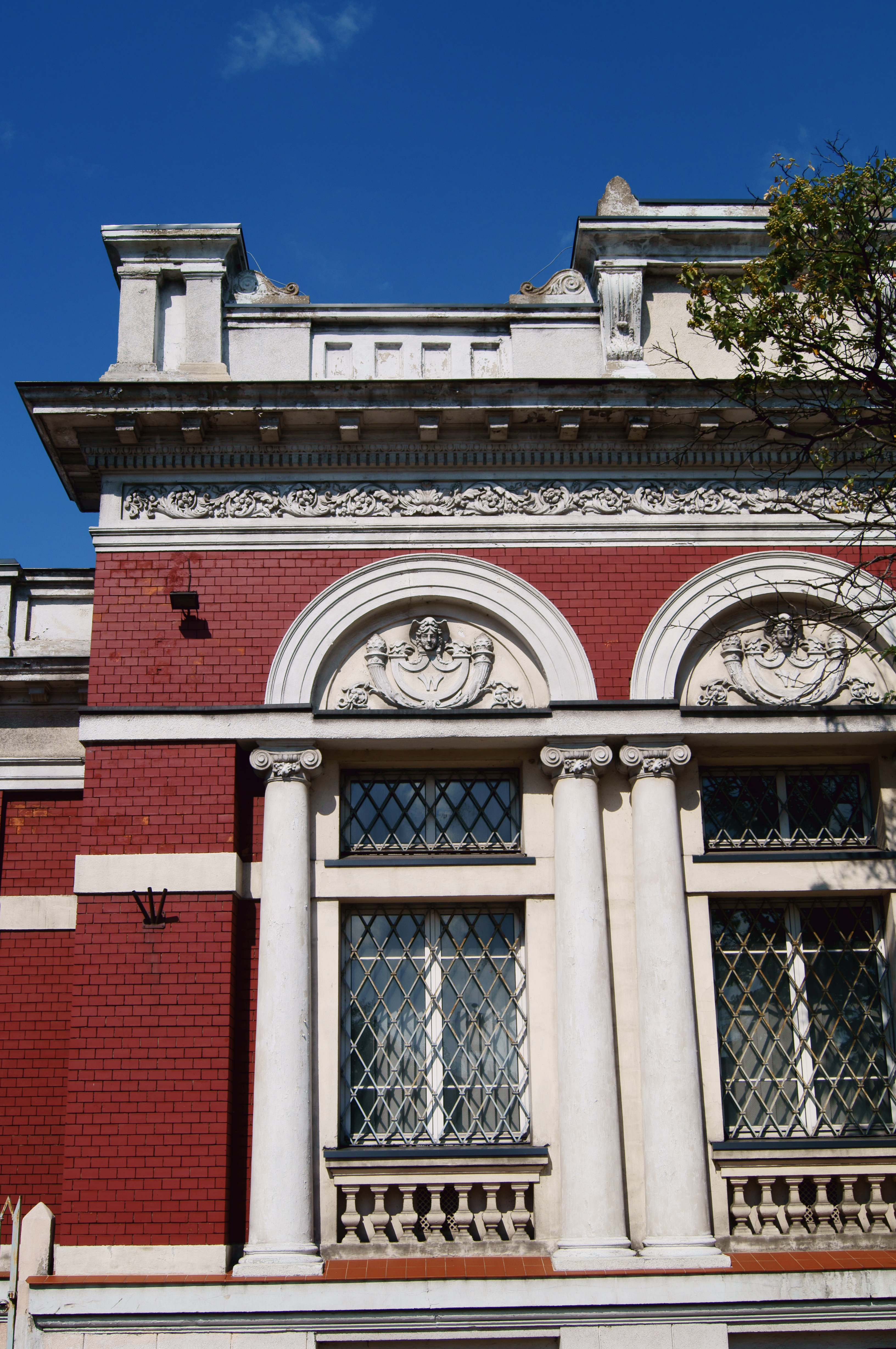
Em cima das janelas estão visíveis as letras inseridas nos elementos decorativos dum prédio

No dia 22 do Novembro de 2019 o prédio de apartamentos foi obtida pela autonomia administrativa de Włocławek. Nos próximos anos, será realizado aqui um dos empreendimentos do Programa de Revitalização do Município da Cidade de Włocławek para os anos 2018-2028 - instituição moderna e interativa, na qual se destaca a promoção de tradições locais, história e arte.

## Arquitectura
Eis um prédio renascentista com a fachada de frente decorada abundante em tijolo de clínquer bicolorido e decoração do gesso arquitectónico. Na parte histórica, e importante chamar atenção a uma impressionante sala de vendas redonda com a decoração rica de estuque e claraboia em tecto ornada com vitrais coloridos. Na parte mais nova do edifício, uma das curiosidades é a porta enorme de tesouraria escondida no subterrâneo.   